# Kémoko Camara
Kémoko Camara (Conakry, 5 aprile 1975) è un ex calciatore guineano, di ruolo portiere.

## Carriera

### Club
Ha giocato nel campionato guineano, belga, israeliano, scozzese, sudafricano e francese. Durante la sua militanza al Maccabi Akhi Nazrat ha realizzato una rete.

### Nazionale
Ha esordito in nazionale nel 1998.

## Palmarès

### Club

#### Competizioni nazionali
- Coppa d'Israele: 1

Bnei Sakhnin: 2003-2004